# Austin Macauley Publishers
Austin Macauley Publishers Limited là một công ty xuất bản Vương quốc Liên hiệp Anh, có văn phòng tại Luân Đôn, Thành phố New York và Sharjah. Công ty được thành lập vào năm 2006 và chuyên xuất bản các đầu sách hư cấu và phi hư cấu của các nhà văn mới lẫn nhà văn có danh tiếng. Ngoài tiếng Anh, Austin Macauley Publishers còn xuất bản các đầu sách bằng tiếng Ả Rập.

## Mô hình kinh doanh
Công ty vận hành theo mô hình được họ gọi là mô hình xuất bản 'lai'.

## Nhà văn đã hợp tác
Các nhà văn có sách do công ty ấn hành gồm:
- Austin Stevens[4]
- Carey Blyton[5]
- Tariq Anwar[6]
- Javaid Laghari[7]
- Maryam Saqer Al Qasimi[8]
- Ira David Wood III[9]
- Lawrence Salander[10]
- Oliver Friggieri[11]
- Bonita Lawrence[12]
- Simon May[13]
- Claire Liddell[14]
- Kevin Lueshing[15]
- Alexander Matthews[16]

## Ghi nhận
Publishers Weekly đã vinh danh Austin Macauley là một trong những nhà xuất bản độc lập phát triển nhanh nhất vào năm 2018.
Giám đốc Xuất bản Quốc tế của công ty, Jade Robertson, nằm trong số '30 phụ nữ có ảnh hưởng nhất trong thế giới Ả Rập 2019.'

## Liên kết
Austin Macauley Publishers liên kết với Independent Publishers Guild (IPG) và là thành viên của The Publishers Association.